# 别当真，这不是属于你的故事
《别当真，这不是属于你的故事》（以下簡稱《别当真》）是獨立遊戲開發者克莉絲汀·洛夫於2011年發行的視覺小說，為2010年遊戲《Digital: A Love Story》的精神續作。她用大約一個月完成開發，並在2011年4月4日免費公開下載。該作屬於典型的視覺小說型態，大多數劇情自動推進，玩家僅在關鍵節點作出選擇。故事背景設定於2027年，主角是一位剛上任的高中文學老師，擁有在不揭露身分、學生毫不知情的情況下，隨時查看學生之間私訊的能力。作品核心關注「隱私」與「人際關係」在未來社會中的界線與張力。該作口碑良好，評論員一致讚賞其將後設小說敘事與遊戲機制巧妙結合的方式，尤其對文筆的品質和張力給予高度評價。

## 玩法

遊戲截圖。畫面是主角在教室內與學生夏洛特·格雷瓦爾對話時，數名學生在AmieConnect的對話帖。

《别当真》是一款結合视觉小说與互動敘事的文字冒险游戏。故事主要以靜態的角色立繪搭配日本动画風格背景與文字對話框展現，玩家的視角始終跟隨一位學校教師，能夠同時看到他的內心獨白，以及他與其他角色的言談內容。玩家可以自行控制對話向前推進，但無法回溯，且除了少數關鍵時刻，基本上無法決定任何角色（包括老師本人）的發言。在這些重要情節中，遊戲會提供兩到三個對話選項，選擇不同選項可能對劇情產生不同程度的變化。
該作與傳統視覺小說不同，玩家可隨時查看學生之間的私密訊息與社群互動——這些訊息來自虛構校園社交平台「AmieConnect」（簡稱「Amie」），也能瀏覽類似4chan的貼圖討論版，這些內容多為之後的劇情埋下伏筆。線上聊天與面對面交流的情節平行推進，有時也會同步進行。此外，遊戲會即時通知玩家有新的訊息或貼文出現。通關一次遊戲的時間約為一個多小時。

## 情節

### 設定
故事發生在2027年的加拿大安大略省，一所私立高中的校園裡。主角是剛接任高二文學課的新老師約翰·魯克（John Rook）：他二度離婚，認為自己正陷入「離奇的中年危機」，於是放下原本的電腦職涯，轉行當老師。他班上有七名學生：亞莉安娜·貝勒-埃塞（Arianna Belle-Essai）、肯德爾·弗勞爾斯（Kendall Flowers）、泰勒·吉布森（Taylor Gibson）、夏洛特·格雷瓦爾（Charlotte Grewal）、伊莎貝拉·哈特（Isabella Hart）、諾蘭·斯特里烏卡斯（Nolan Striukas）和山崎明（Akira Yamazaki）。學校為師生配發電腦，學生透過這些裝置在校內網路上公開或私下溝通；而魯克——也就是玩家的視角——可以看到所有訊息，包含私訊。校方解釋這是為了防止與監控網路霸凌，並明令魯克不可透露他能查看學生私訊。

### 劇情
遊戲開場不久，魯克得知女同性戀情侶肯德爾與夏洛特剛分手，而異性情侶泰勒與諾蘭也在數週前分手。此外，亞莉安娜開始對魯克產生愛慕之情，在玩家第一次的抉擇點上，魯克可以選擇回應或不回應。不久後，山崎公開自己是同性戀，但讓他失望的是，其他人早已知道。隨後他嘗試與諾蘭交往，而諾蘭不確定該如何回應；魯克可以鼓勵諾蘭試一試，或讓他自己決定，不過兩種選擇皆會使二人交往。
第二天，伊莎貝拉在與魯克預約的會面缺席，且久未回到教室。玩家查看Amie訊息和貼文，發現其他學生暗示她已自殺。校方告訴魯克，他們無法提供她的聯絡資訊。課程在她缺席的情況下繼續，不久之後，如果玩家在先前拒絕了亞莉安娜，她會再次嘗試與魯克發展關係，玩家可以再次選擇接受或拒絕她。魯克透過Amie得知夏洛特和肯德爾都有復合的意願；玩家可選擇影響夏洛特嘗試復合與否，這會決定兩人是否再次交往。泰勒則出於嫉妒，試圖挑撥諾蘭與山崎的關係，但未成功。
學期接近尾聲，魯克開始收到有關伊莎貝拉死亡的奇怪電子郵件，並開始看見死神的身影。魯克因這些事感到不安，當山崎的母親想與他談論Amie被誤用的情況時，他以為她已經發現自己在監視學生的對話。然而在見面時，他發現伊莎貝拉其實還活著，只不過是搬走了；學生們透過Amie製造她已死亡的假象，作為一場失控的惡作劇。此外，學生們早已知道魯克能看到他們的訊息；山崎的母親解釋，這些學生從小就有像Amie這樣的科技，對網路隱私完全沒有概念，認為所有線上的東西——即便是「私人」訊息——都有可能被任何人讀到。遊戲結局會根據玩家的選擇，在魯克與學生們愜意地共進午餐、與亞莉安娜約會，或兩者皆無之間結束。

## 開發
《别当真》在一個月內製作完畢，並於2011年4月4日正式發行，供玩家免費下載。該作由獨立遊戲創作者克莉絲汀·洛夫撰寫劇本和與開發。遊戲美術部分除了有Auro-Cyanide為遊戲專門繪製的角色與場景外，還使用了Tokudaya和Kimagure After提供的授權素材；音樂則來自Rengoku Teien和propanmode的授權曲目。該作以遊戲引擎Ren'Py製作，是洛夫當時篇幅最長的作品，也是她首次挑戰具分支路線的劇情設計。她將該作定位為2010年作品《Digital: A Love Story》的「精神續作」。該作於全國戀愛遊戲寫作月（National Ren'ai Game Writing Month）期間開發，與全國小說寫作月（National Novel Writing Month）相似，開發者會在一個月內完成一部視覺小說。洛夫提到她最喜歡的遊戲角色是肯德爾。

## 反響
《别当真》發行後，IndieGames的編輯將其評為「必玩免費遊戲」，並建議玩家多次重玩，體驗不同選擇所觸發的多條劇情走向。《每日电讯报》在2011年的年度遊戲評選中，頒發該作「最佳劇本」大獎，讚揚洛夫筆下「高中教師捲入學生煩惱」的多層次敘事題材，突破了絕大多數主流遊戲不敢觸碰的界線。《GamePro》編輯指出，該作展現了大型製作遊戲中常見缺乏的創造力，劇情細膩動人，並形容洛夫是「先是作家，然後才是遊戲開發者」。Rock, Paper, Shotgun評論員則稱這是一款「關於愛情、性和網路」的遊戲，不僅深觸人心，更帶出如同「被人當胸重擊」的強烈情感衝擊。他高度肯定洛夫透過對話營造情緒張力的手法，但認為遊戲後段的感染力減弱，並批評「12chan」討論串作為希臘合唱式敘事工具略顯多餘。
PopMatters評論員將該作視為「一部關於現代隱私議題的思辨遊戲」，認為該作是近年來最具思想性的作品之一。不過他直言遊戲的美術表現因開發期僅一個月而略顯粗糙，視覺呈現未能完全對得起故事的潛力，然而劇情和文筆幾乎抹平了這項缺陷。《GamePro》的在探討遊戲中性議題的專文裡，引用該作為成熟運用性主題探討愛情與人際關係的成功案例。Gamasutra的認為該作擁有「迷人的角色、生動的台詞和值得深思的重要問題」，但批評在遊戲在隱私和個人界線議題處理上的不平衡，特別是對主角魯克在私人與職業界線上的刻劃不足，削弱了這個對劇情至關重要的價值衝突。洛夫後來在自己的部落格上彙整了外界的評論與批評，她坦言，該作雖然評價不如前作《Digital: A Love Story》響亮，但多數玩家仍對她筆下的人物關係與整體劇情感到共鳴。多數意見提到主角魯克的塑造較為薄弱，她也發現許多玩家未察覺他的設定是「極其糟糕的老師」，而魯克與亞莉安娜的曖昧情節是故意為之，旨在使玩家感到不安與反感。她也認為使用授權美術在表現力上稍遜於完全原創的作品，削弱了遊戲可能達到的效果。

## 外部連結
- 官方网站 （英文）
- 《别当真，这不是属于你的故事》在視覺小說數據庫的頁面（英文）